# Amiota steyskali
Amiota steyskali är en tvåvingeart som beskrevs av Maca 2003. Amiota steyskali ingår i släktet Amiota och familjen daggflugor. Inga underarter finns listade i Catalogue of Life.